# Sagotia brachysepala
Sagotia brachysepala là một loài thực vật có hoa trong họ Đại kích. Loài này được (Müll.Arg.) Secco miêu tả khoa học đầu tiên năm 1985.